# 豊川村 (大阪府)
豊川村（とよかわむら）は、大阪府三島郡にあった村。現在の茨木市西部および箕面市東部、大阪モノレール彩都線豊川駅・彩都西駅の周辺にあたる。

## 地理
- 河川：勝尾寺川

## 歴史
西国街道が横断し、郡山宿が設置されていた。郡山宿は南に隣接する郡山村と同名であるが道祖本（さいのもと）村の一部であり、古くから宿河原とも呼ばれ、1980年には宿川原町の現行町名に改称されている。
- 1889年（明治22年）4月1日 - 町村制の施行により、島下郡小野原村・粟生（あお）村・宿久庄（しゅくのしょう）村・清水村・道祖本村が合併して島下郡豊川村が発足。大字小野原に村役場を設置。
- 1896年（明治29年）4月1日 - 所属郡が三島郡に変更。
- 1949年（昭和24年） - 大字清水に村役場を移転。
- 1956年（昭和31年）12月1日 - 豊能郡箕面町に編入。同日豊川村廃止。箕面町は同日市制施行して箕面市となり、大字粟生を粟生外院・粟生新家・粟生間谷・粟生岩阪に改編。
- 1956年（昭和31年）12月25日 - 箕面市のうち旧村域の一部（大字粟生岩阪・宿久庄・清水・道祖本および粟生間谷・小野原の各一部）が茨木市に編入。

## 経済

### 産業
農業
『大日本篤農家名鑑』によれば豊川村の篤農家は、「細川米三郎、久保鷹三、生田捨三郎、笹川駒太郎、笹川六郎、荻田倉次郎、岸田佐右衛門、田中義明」などがいた。

## 交通

### 鉄道
現在は旧村域に大阪モノレール彩都線豊川駅・彩都西駅が所在するが、当時は未開業。

### 道路
- 西国街道 - 郡山宿本陣

## 出身・ゆかりのある人物
- 笹川良一 - 衆議院議員笹川尭、日本財団会長笹川陽平の父。衆議院議員笹川博義の祖父。